# Kumáradžíva
Kumáradžíva, čínským jménem Tchung-šou (344 – 413) byl buddhistický mnich, učenec a překladatel. Je znám především díky svým překladům ze sanskrtu do čínštiny. Jeho činnost sehrála zásadní roli při pronikání buddhismu do Číny.

## Život
Měl být původem Tochar, z oázy Kuča v Tarimské pánvi, jeho rodina prý byla šlechtická. Otec byl snad indický bráhman, matka měla být dokonce princeznou. Když mu bylo sedm, jeho matka vstoupila do kláštera a on tak začal být vzděláván jako buddhistický mnich, a to nejen v Kuče, ale i v Kašmíru a Kašgaru. Nejprve studoval buddhistické učení zvané Hínajána. V Kašgaru se však, dle tradice, přeorientoval a začal se věnovat mahájánovým naukám, zejména učení Nágárdžunovy školy Madhjamaka.
Posléze působil v Gucangu (dnešní Kan-su). Když byl Gucang roku 401 dobyt Jao Singem, byl Kumáradžíva zajat a převezen do Čchang-anu (dnešní Si-an) jako válečná kořist. Zde pak za pomoci tisícovky tamních mnichů začal překládat sanskrtské texty. K jeho nejvýznamnějším překladům patří převod Lotosové sútry a Diamantové sútry. K některým textům poskytoval mnichům vlastní komentáře, které oni pak zahrnuli do překladu. Jen z těchto poznámek lze rekonstruovat Kumáradžívovy filozofické názory, žádná jeho vlastní díla se nedochovala. Nejvýznamnějším je z tohoto ohledu jeho komentář k Vimalakírtiho sútře. Známo je také několik jeho dopisů Chuej-jüanovi.